# 新疆路 (上海)
新疆路是中華人民共和國上海市靜安區一條道路，西與大統路和恆通東路相交，東至國慶路，道路全長820米。道路原址是一條河浜。1909年，河浜被填埋，修築新疆路東段，當時得名南川虹路。1914年至1926年間，道路向西延伸，並更名為新疆路。